# Xanthos
Xanthos er en oldtidsby i Lykien i det sydvestlige Lilleasien. Det ligger lidt vest for den moderne by Kaş
Xanthos blev år 545 f.Kr. ødelagt af perserne og år 42 f.Kr. ødelagt af Brutus. Oldtidsbyen har gravmonumenter fra senarkaisk tid. Ved kysten ligger Patara.
Området blev optaget på UNESCO's Verdensarvsliste i 1998.